# Барбашёв, Пётр Парфёнович

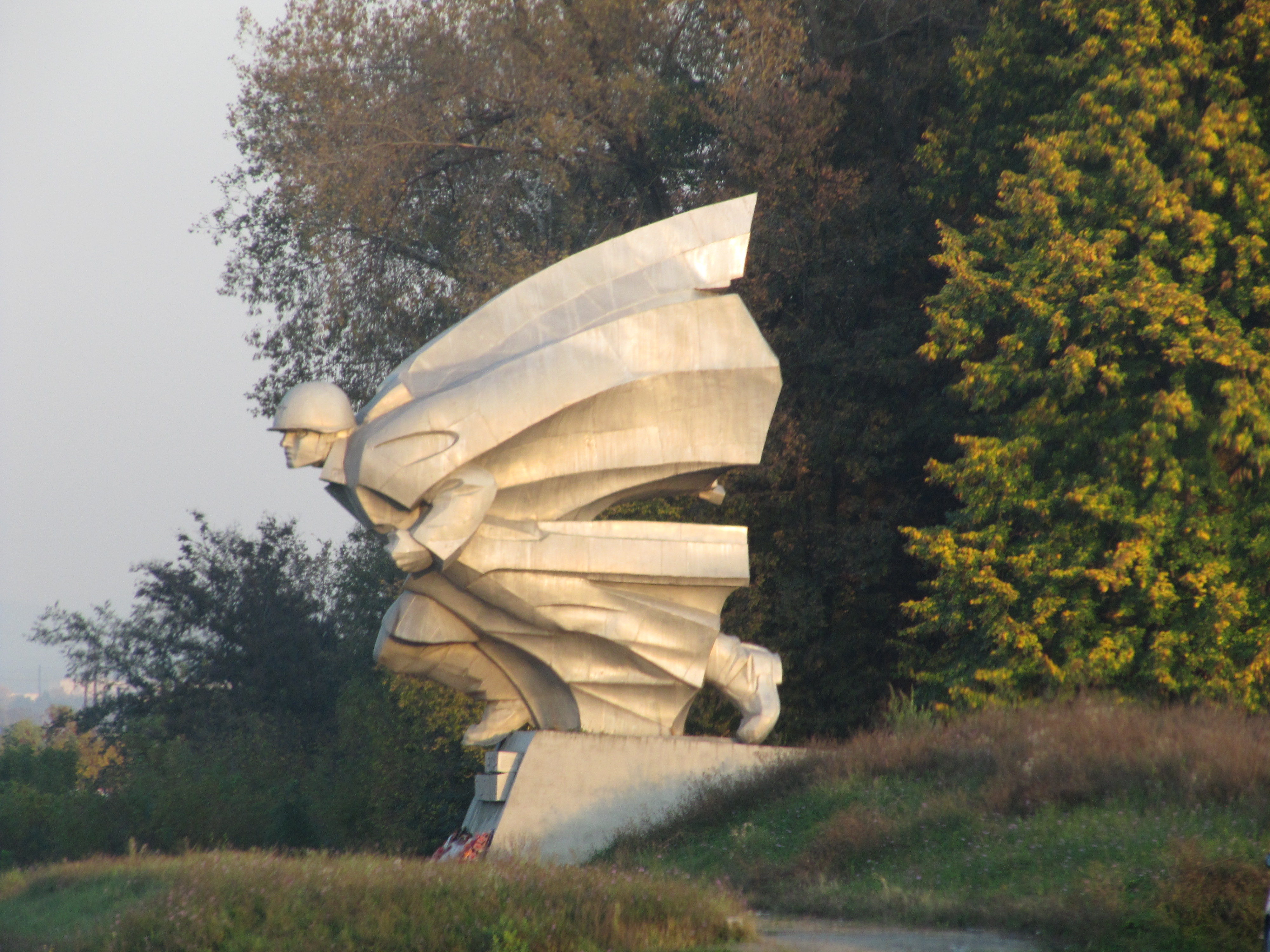
Памятник Петру Барбашову, Пригородный район, Северная Осетия

Пётр Парфёнович Барбашёв, другие варианты имени и отчества — Пётр Порфилович, Пётр Прокофьевич, другой вариант фамилии — Барбашов (4 февраля 1919, Большой Сюган, Каинский уезд, Томская губерния — 9 ноября 1942, Гизель, Северо-Осетинская АССР, СССР) — советский военнослужащий, во время Великой Отечественной войны — командир отделения 34-го мотострелкового полка НКВД. Герой Советского Союза (13.12.1942, посмертно). Младший сержант.

## Биография
Родился 4 февраля 1919 года в посёлке Большой Сюган Меньшиковского сельсовета в крестьянской семье. Образование — 6 классов. Работал в местном колхозе. Некоторое время работал заведующим избой-читальней. С 1937 года проживал в Игарке, где трудился в местном порту. Член ВЛКСМ.
В 1939 году Петр Барбашёв был призван в ряды Красной Армии Игарским городским военкоматом Красноярского края.
С 1941 года принимал участие в сражениях Великой Отечественной войны. Воевал младшим сержантом, командиром отделения автоматчиков составе 34-го мотострелкового полка Орджоникидзевской дивизии внутренних войск НКВД.
9 ноября 1942 года в бою возле селения Гизель (ныне Пригородный район Северной Осетии) Пётр Барбашёв вместе с группой автоматчиков получил приказ подавить пулемётную огневую точку, остановившую своим огнём атаку советского подразделения. Пробравшись к ней на близкое расстояние, бросил в огневую точку несколько гранат, но после каждого разрыва она продолжала вести огонь. Израсходовав все гранаты, Барбашёв бросился к дзоту и закрыл своим телом его амбразуру. Своим самопожертвованием он дал возможность подразделению выполнить боевую задачу.
Указом Президиума Верховного Совета СССР «О присвоении звания Героя Советского Союза начальствующего и рядового состава Красной Армии» от 13 декабря 1942 года за «образцовое выполнение боевых заданий командования на фронте борьбы с немецкими захватчиками и проявленные при этом отвагу и геройство» удостоен посмертно звания Героя Советского Союза.
Похоронен в братской могиле недалеко от места своего последнего боя на окраине села Гизель.

## Память
- Имя Петра Барбашёва носят улицы в Венгерово, Владикавказе (здесь она называется улица Барбашова), в Игарке и Новосибирске.
- Недалеко от Владикавказа, по дороге в селение Гизель, установлен памятник Петру Барбашову (авторы Тотиев Б. А., Ходов Н. В.)
- Бюст П. П. Барбашёва установлен у входа в Инженерный лицей НГТУ, г. Новосибирск